# Headford
Headford (irisch Áth Cinn beides dt. „Kopffurt“) ist ein Ort in der Grafschaft Galway, 26 km nördlich der Stadt Galway im Westen Irlands.  Laut der Volkszählung von 2022 lebten im 1235 Menschen in Headford, bei der Volkszählung 1991 waren es erst 600.

## Lage
Headford ist ein Angelzentrum am Ostufer des Lough Corrib, und Greenfields, etwa 6,5 km westlich ist der Bootshafen. Ebenso liegt der Ort  am Black River, der für seine Forellenfischerei bekannt ist und die Grenze zur Grafschaft Mayo bildet. Headford liegt an der Nationalstraße N84 von Galway nach Castlebar und an den Regionalstraßen R333 und R334 und ist ein Pendlerort nach Galway.

## Geschichte
Headford ist das Zentrum eines Gebiets, in dem sich eine Reihe prähistorischer Grabhügel, eisenzeitliche Steineinfriedungen, frühe normannische und spätere Schlösser sowie mehrere Klosteranlagen befinden. Dazu gehört das nordwestlich gelegene Ross Errilly Friary, das zu den am besten erhaltenen Klosterruinen aus dem 15. Jahrhundert in Irland zählt.
Die Gemeinde Headford hat zwei römisch-katholische Kirchen, die beide im 19. Jahrhundert von Pater Peter Conway erbaut und der heiligen Maria gewidmet wurden. Die Kirche im Townland Claran wurde 1859 erbaut. Dort war viele Jahre der Wohnsitz des Pfarrers. Die Kirche in Headford wurde 1865 auf einem vom Grundherrn St. George gestifteten Grundstück erbaut.